# 1986 Plaut
1986 Plaut este un asteroid din centura principală, descoperit pe 28 septembrie 1935 de Hendrik van Gent.

## Denumirea asteroidului
Inițial asteroidul a primit denumirea provizorie 1935 SV1.
Apoi a fost denumit în onoarea astronomului neerlandez Lukas Plaut (1910-1984).